# Tyrannides
Tyrannides su infrared ptica reda vrapčarki (lat. Passeriformes) koji obuhvaća porodice Conopophagidae (komaraši), Formicariidae (pozemni mravari), Furnariidae (pećari), Rhinocryptidae (strmorepke) i Thamnophilidae (mravarice).
Porodica Dendrocolaptidae danas se vodi kao potporodica porodice Furnariidae